# Matrika X-Y-Z
Matrika X-Y-Z je posplošitev pojma matrika na trirazsežnosti. S tem posplošimo običajno pravokotno matriko na trirazsežnostno (kubično) obliko.
Ta vrsta matrike ima komponente {\displaystyle A_{i,j,k}\,}, kjer je 
{\displaystyle 1\leq i\leq M,\ 1\leq j\leq N,\ 1\leq k\leq P}
za pozitivne vrednosti {\displaystyle M,N,P\,}.